# Пайн-Пойнт (Міннесота)
Пайн-Пойнт (англ. Pine Point) — переписна місцевість (CDP) в США, в окрузі Бекер штату Міннесота. Населення — 281 особа (2020).

## Географія
Пайн-Пойнт розташований за координатами 46°59′11″ пн. ш. 95°24′8″ зх. д. / 46.98639° пн. ш. 95.40222° зх. д. (46.986345, -95.402116).  За даними Бюро перепису населення США в 2010 році переписна місцевість мала площу 10,67 км², з яких 9,32 км² — суходіл та 1,35 км² — водойми.

## Демографія
Згідно з переписом 2010 року, у переписній місцевості мешкало 338 осіб у 93 домогосподарствах у складі 85 родин. Густота населення становила 32 особи/км².  Було 101 помешкання (9/км²).
Расовий склад населення:
| - 95,0 % — корінних американців - 3,8 % — білих |

До двох чи більше рас належало 0,3 %. Частка іспаномовних становила 1,2 % від усіх жителів.
За віковим діапазоном населення розподілялося таким чином: 40,5 % — особи молодші 18 років, 55,7 % — особи у віці 18—64 років, 3,8 % — особи у віці 65 років та старші. Медіана віку мешканця становила 23,0 року. На 100 осіб жіночої статі у переписній місцевості припадало 86,7 чоловіків;  на 100 жінок у віці від 18 років та старших — 77,9 чоловіків також старших 18 років.
Середній дохід на одне домашнє господарство  становив 24 677 доларів США (медіана — 23 750), а середній дохід на одну сім'ю — 21 977 доларів (медіана — 17 917). За межею бідності перебувало 57,0 % осіб, у тому числі 62,5 % дітей у віці до 18 років та 25,0 % осіб у віці 65 років та старших.
Цивільне працевлаштоване населення становило 58 осіб. Основні галузі зайнятості: освіта, охорона здоров'я та соціальна допомога — 36,2 %, мистецтво, розваги та відпочинок — 34,5 %, виробництво — 12,1 %, роздрібна торгівля — 3,4 %.